# 静岡県保育所一覧
静岡県保育所一覧（しずおかけんほいくしょいちらん）は、静岡県の保育所の一覧。

## 公立保育所

### 浜松市

#### 中区
- 浜松市立鴨江保育園
- 浜松市立西保育園
- 浜松市立寺島保育園
- 浜松市立佐鳴台保育園
- 浜松市立権現谷保育園
- 浜松市立江西保育園
- 浜松市立南保育園
- 浜松市立花川保育園

#### 南区
- 浜松市立可美保育園

#### 東区
- 浜松市立中ノ町保育園
- 浜松市立笠井保育園
- 浜松市立積志保育園

#### 北区
- 浜松市立三方原保育園
- 浜松市立引佐保育園
- 浜松市立三ケ日保育園
- 浜松市立都筑保育園

#### 西区
- 浜松市立神田原保育園
- 浜松市立舞阪第1保育園
- 浜松市立舞阪第2保育園
- 浜松市立雄踏保育園

## 私立保育所

### 静岡市

#### 葵区
- 静岡ホーム保育学園
- 千代田保育園
- 日吉町保育園
- 春日保育園
- 一番町保育園
- 月影保育園
- うしづま保育園
- 若松保育園
- ルンビニー保育園
- こすもす保育園
- 足久保保育園
- 北安東保育園
- 沼上保育園
- 賤機保育園
- 水落保育園
- 北沼上保育園
- 蛍ヶ丘保育園
- こぐま保育園
- いけがや保育園
- こばと保育園
- 小百合キンダーホーム
- あゆみ保育園
- 麻機保育園
- 美和保育園
- 城北保育園
- あゆみ第2保育園
- いさみ保育園
- 麻華保育園
- 竜南保育園

#### 駿河区
- あけぼの保育園
- 隣人会保育園
- 小鹿保育園
- 若草保育園
- るり保育園
- セイユウ保育園
- たんぽぽ保育園
- ゆりかご保育園
- なかはら保育園
- ほのぼの保育園

#### 清水区
- 清水聖母保育園
- 有度十七夜山保育園
- 相生保育園
- 清水隣保館保育園
- 嶺保育園
- 袖師保育園
- ふたば保育園
- 曙保育園
- 杉の子保育園
- のぞみ保育園
- 第二ふたば保育園
- 矢部保育園
- 吉原保育園
- 風の子保育園
- あいわ保育園
- みどりが丘保育園
- 梅花保育園
- えじり保育園
- うど東保育園
- 清水みらい保育園

### 浜松市

#### 中区
- 愛恵保育園
- ロイコスプレスクール
- みみ・あんふぁんしゅしゅ
- なのはな保育園
- ルンビニープレスクール
- 天使園子どもの家
- チャイルドスクエア浜松花川
- こばと保育園
- 中央ながかみ保育園
- 葵ヶ丘保育園
- ヘリオスプレスクール

#### 南区
- エオス・プレスクール

#### 東区
- イーエーエスはんだやま保育園
- ルミーナプレスクール
- どんぐり保育園
- 若宮保育園
- みどり保育園
- ながかみ保育園

#### 北区
- ひまわり保育園
- ひまわり第二保育園
- はぐみなの風保育園
- れんりの子
- はらっぱ保育園
- チャイルドスクエア浜松三ヶ日
- ひがしみかた保育園
- たんぽぽ保育園
- 初生保育園
- 細江保育園

#### 西区
- ヒーローズさなるこ保育園
- チャイルドスクエア浜松篠原
- 大平台わかくさ保育園
- 生命の樹保育園
- 伊佐地保育園
- わかくさ保育園
- 志都呂保育園
- マーガレット保育園
- ヒーローズ浜松西保育園
- 舘山寺保育園

#### 浜北区
- ヒーローズはまきた保育園
- はなのこ保育園
- うちのの丘。保育園
- しんぽら保育園
- 浜北西保育園
- くすのき保育園